# Machina II/The Friends & Enemies of Modern Music
Machina II/The Friends & Enemies of Modern Music — шестой студийный альбом американской рок-группы The Smashing Pumpkins, был выпущен музыкантами через интернет, бесплатно 5 сентября 2000 года. Изначально Билли Корган планировал выпустить пластинку, в комплекте с Machina/The Machines of God, но руководство Virgin Records — на то время лейбла группы — отказалось издавать диск из-за низких продаж первой части дилогии. В 2013 году появилась новость, что альбом всё-таки будет выпущен на компакт-диске, в связи с переизданием каталога группы 1991—2000 годов, его выход запланирован на 2015 год.
Альбом был разделён на три диска, помимо основного материала содержал би-сайды и альтернативные версии песен. Дилогия Machina — это два концептуальных альбома, в их основу легла история о «сошедшей с ума рок-звезде». В 2000 году The Smashing Pumpkins были расформированы, и пластинка Machina II стала их последней работой до 2007 года, когда Корган вновь собрал коллектив и выпустил диск Zeitgeist.

## Об альбоме
Ближе к окончанию сессий Machina Билли Корган выразил желание выпустить новый материал в формате двойного альбома — дилогии Machina, но лейбл Virgin Records не был заинтересован в таком варианте из-за невысоких продаж Adore. После выхода и коммерческого провала Machina/The Machines of God Корган хотел выпустить вторую часть Machina отдельным релизом, но боссы Virgin отмежевались от этой идеи. Тем не менее, в июле 2000 года группа отправилась в чикагскую студию Chicago Recording Company, чтобы закончить материал для Machina II, который впоследствии был выпущен на собственном лейбле Коргана Constantinople Records. Было напечатано только 25 экземпляров записи — в основном, участники группы раздали их своим друзьям, один экземпляр был передан на местную радиостанцию Q101. Несколько дисков было отправлено избранным фанатам с указанием немедленно выложить материал в интернет для бесплатного скачивания.

## Музыкальный стиль
Сюжет Machina II продолжает историю рок-звезды Гласса и его рок-группы «The Machines of God», начатую на предыдущем диске. Такие песни, как «Glass' Theme», «Cash Car Star», «Home» и би-сайд «Speed Kills» пересекаются с моментами из биографии самого Коргана. Первые три песни диска: «Glass' Theme», «Cash Car Star» и «Dross», значительно более бескомпромиссные, нежели большая часть предыдущего материала группы, в плане звучания, они совмещают в себе структуру из раннего звука The Smashing Pumpkins, с элементами дрим-попа и арена-рока. В свою очередь, композиции наподобие «Let Me Give the World to You» имеют более мелодичный, пригодный для радио формат. «Real Love», которая позже была включена в сборник Rotten Apples, была навеяна творчеством группы My Bloody Valentine. Многие рецензенты назвали песню «Home» «великолепной» и сравнили её с музыкой U2. Также отмечалась финальная песня диска — «Here’s to the Atom Bomb», некоторые рецензенты поставили её в один ряд с «самым большим хитом» The Smashing Pumpkins — «1979».

## Отзывы критиков
| Оценки критиков | Оценки критиков |
| Источник        | Оценка          |
| --------------- | --------------- |
| Allmusic        | [ 6 ]           |
| The A.V. Club   | (положительная) |
| Pitchfork Media | 7.7/10          |
| The Tech        | (положительная) |

В связи с тем, что альбом был выпущен «условно», на него вышло немного профессиональных рецензий, однако все они были единогласно положительными. Интернет-портал The A.V. Club назвал альбом «творческим пиком» группы. Рецензент из Pitchfork Media также выразил мнение, что эта запись стала «вершиной в карьере группы». Allmusic назвал альбом «победой группы». Газета Michigan Daily также опубликовала обзор, в котором описала диск, как «один из лучших альбомов The Smashing Pumpkins на сегодняшний день».
В апреле 2010 года Билли Корган прокомментировал приём альбома музыкальной средой, заявив: «Я думаю, что тогдашняя реакция фанатов на альбом была очень положительной, поскольку поклонникам, которые были вокруг нас в то время, на мой взгляд, Machina II нравилась больше, чем Machina I. Однако, с течением времени, Machina I расставила всё по своим местам — она доказала, что является более влиятельной частью этой дилогии, она отразилась на музыке многих начинающих групп, с которыми я общался. […] В начале 2000-х, когда я выпускал этот альбом бесплатно, через интернет — эта ситуация казалась мне единичным случаем. Я никогда бы не подумал, что вскоре мы будем наблюдать коллапс музыкального бизнеса и его доминирующий контроль над тем, как музыка попадает к людям».

## Список композиций
Набор из двух LP является оригинальным вариантом альбома, как он был задуман Корганом изначально. Позже лидер группы заявил, что версия на трёх ЕР — является «би-сайдами, в производственном плане». Нумерация релизов: CR-01, CR-02, и т. д. соответствует порядку их выпуска на лейбле Коргана — Constantinople Records (расшифровывается как — «Constantinople Records-Released» и т. д.). Ещё один релиз-лейбл — CR-05, концертный альбом Live at Cabaret Metro 10-5-88, был выпущен специально для фанатов, посетивших прощальное шоу группы в Cabaret Metro. Песни «Let Me Give the World to You» и «Saturnine» изначально были сочинены для альбома Adore. Оригинальная версия «Let Me Give the World to You» была спродюсирована Риком Рубином, а позже — выпущена на делюкс-издании Adore в 2014 году, наряду с демоматериалом и ремиксами «Saturnine» и «Cash Car Star».
Слова и музыка всех песен — написаны Билли Корганом, за исключением отмеченных.
| №  | Название                                                                                                 | Длительность |
| -- | --- | ------------ |
| 1. | «Slow Dawn»                                                                                              | 3:14         |
| 2. | «Vanity»                                                                                                 | 4:08         |
| 3. | «Saturnine» (иногда фигурирует как «Satur9»)                                                             | 4:11         |
| 4. | «Glass» (иногда фигурирует как «Glass' Theme», с подзаголовком «Alternate Version» или «Spacey Version») | 2:55         |

| №  | Название | Длительность |
| -- | --- | ------------ |
| 1. | «Soul Power» (Джеймс Браун)                                                                                               | 3:02         |
| 2. | «Cash Car Star» (иногда, с подзаголовком «Version 1», «Version I», «Alternate» или «Alternate Take»)                      | 3:41         |
| 3. | «Lucky 13» | 3:05         |
| 4. | «Speed Kills» (иногда фигурирует как «Speed Kills But Beauty Lives Forever» или «Speed Kills (But Beauty Lives Forever)») | 4:51         |

| №  | Название | Длительность |
| -- | --- | ------------ |
| 1. | «If There Is a God» (иногда, с подзаголовком «Piano and Voice» или «Piano/Vox»)                                                                    | 2:34         |
| 2. | «Try» (иногда фигурирует как «Try, Try, Try» с подзаголовком «Version 1», «Version I», «Alternate», «Alternate Music/Lyrics» или «Alternate Take») | 4:23         |
| 3. | «Heavy Metal Machine» (иногда, с подзаголовком «Version 1 Alternate Mix», «Version I Alternate Mix» или «Alternate Take»)                          | 6:47         |

| №   | Название | Длительность |
| --- | --- | ------------ |
| 1.  | «Glass» (иногда фигурирует как «Glass' Theme»)                                                                        | 1:54         |
| 2.  | «Cash Car Star» | 3:18         |
| 3.  | «Dross» | 3:26         |
| 4.  | «Real Love» | 4:16         |
| 5.  | «Go» (Джеймс Иха) | 3:47         |
| 6.  | «Let Me Give the World to You»                                                                                        | 4:10         |
| 7.  | «Innosense» | 2:33         |
| 8.  | «Home» | 4:29         |
| 9.  | «Blue Skies Bring Tears» (иногда, с подзаголовком «Version Electrique» или «Heavy»)                                   | 3:18         |
| 10. | «White Spyder» | 3:37         |
| 11. | «In My Body» | 6:50         |
| 12. | «If There Is a God» (иногда, с подзаголовком «Full Band»)                                                             | 2:08         |
| 13. | «Le Deux Machina» (иногда, с подзаголовком «Synth»)                                                                   | 1:54         |
| 14. | «Atom Bomb» (иногда фигурирует как «Here's to the Atom Bomb» с подзаголовком «Alternate Take» или «New Wave Version») | 3:51         |